# Alpheus Hyatt
Alpheus Hyatt (Washington, D.C., 5 de abril de 1838 — Cambridge, 15 de janeiro de 1902) foi um naturalista americano.

## Biografia
De 1858 a 1862 estudou em Harvard onde seguiu o mesmo curso de Louis Agassiz (1807-1873). Foi voluntário na Guerra de Secessão, onde obteve a graduação de capitão. Em 1867 tornou-se conservador no Instituo de Essex em Salem. Depois, em 1870, foi professor de zoologia e paleontologia no Instituto de Tecnologia de Massachusetts, de onde sai em 1888. Em 1881 tornara-se conservador na Sociedade de história natural de Boston.
Em 1886, foi assistente no departamento de paleontologia do Museum of Comparative Zoology e, em 1889, entra ao serviço da pesquisa geológica como especialista do Triássico e do Jurássico.

## Publicações
- Hyatt, Alpheus (1867). «The Moss-Animals, or Fresh Water Polyzoa». The American Naturalist. 1 (2): 57–64, 131–136, 180–186. doi:10.1086/270019
- Hyatt, A (1880). «Transformation of Planorbis: A Practical Illustration of the Evolution of Species». Science. 1 (17). 196 páginas. ISSN 0036-8075. PMID 17736203. doi:10.1126/science.os-1.17.196
- Hyatt, A (1884). «The Evolution of the Cephalopoda.--Ii». Science. 3 (53): 145–149. Bibcode:1884Sci.....3..145H. ISSN 0036-8075. PMID 17756220. doi:10.1126/science.ns-3.53.145
- Hyatt, A (1884). «The primitive Conocoryphean». Science. 4 (88). 351 páginas. Bibcode:1884Sci.....4R.351H. ISSN 0036-8075. PMID 17770756. doi:10.1126/science.ns-4.88.351-c
- Hyatt, A (1885). «Cruise of the Arethusa». Science. 6 (143): 384–386. Bibcode:1885Sci.....6..384H. ISSN 0036-8075. PMID 17830507. doi:10.1126/science.ns-6.143.384-a
- Hyatt, A (1887). «The Scientific Swindler Again». Science. 10 (246). 203 páginas. Bibcode:1887Sci....10R.203H. ISSN 0036-8075. PMID 17775319. doi:10.1126/science.ns-10.246.203
- Hyatt, A (1895). «Laboratory Teaching of Large Classes». Science. 1 (8): 197–203. Bibcode:1895Sci.....1..197H. ISSN 0036-8075. PMID 17746309. doi:10.1126/science.1.8.197
- Hyatt, A (Jan 1897). «Cycle in the Life of the Individual (Ontogeny) and in the Evolution of Its Own Group (Phylogeny)». Science. 5 (109): 161–171. Bibcode:1897Sci.....5..161H. ISSN 0036-8075. PMID 17781838. doi:10.1126/science.5.109.161. hdl:2027/hvd.32044072278484